# Ceraia inconcinna
Ceraia inconcinna é uma espécie de orquídea de flores pequenas que duram muito pouco, mas que floresce diversas vezes ao ano, nativa de Assam à Indochina.